# Tuffi ai campionati mondiali di nuoto 2019 - Piattaforma 10 metri sincro femminile
La gara dei tuffi dalla piattaforma 10 metri sincro femminile dei campionati mondiali di nuoto 2019 è stata disputata il 14 luglio presso il Nambu International Aquatics Centre di Gwangju. La gara, alla quale hanno preso parte 14 coppie di atlete provenienti da altrettante nazioni, si è svolta in due turni, in ognuno dei quali le coppie hanno eseguito una serie di cinque tuffi.
La competizione è stata vinta dalla coppia cinese Lu Wei e Zhang Jiaqi, mentre l'argento e il bronzo sono andati alla coppia malese Leong Mun Yee e Pandelela Rinong e a quella statunitense Samantha Bromberg e Katrina Young.

## Programma
| Data           | Ora (UTC+9) | Turno       |
| -------------- | ----------- | ----------- |
| 14 luglio 2019 | 10:00       | Preliminari |
| 14 luglio 2019 | 20:45       | Finale      |

## Risultati
Il turno preliminare è iniziato alle ore 10:00. La finale ha avuto inizio alle ore 20:45.

### Preliminari
| Pos. | Nazione       | Atlete                               | Punti  | Note |
| ---- | ------------- | ------------------------------------ | ------ | ---- |
| 1    | Cina          | Lu Wei Zhang Jiaqi                   | 317.82 | Q    |
| 2    | Canada        | Meaghan Benfeito Caeli McKay         | 298.11 | Q    |
| 3    | Malaysia      | Leong Mun Yee Pandelela Rinong       | 297.18 | Q    |
| 4    | Stati Uniti   | Samantha Bromberg Katrina Young      | 295.38 | Q    |
| 5    | Russia        | Ekaterina Beliaeva Julija Timošinina | 288.00 | Q    |
| 6    | Messico       | Gabriela Agúndez Alejandra Orozco    | 281.28 | Q    |
| 7    | Gran Bretagna | Eden Cheng Lois Toulson              | 281.10 | Q    |
| 8    | Italia        | Noemi Batki Chiara Pellacani         | 280.86 | Q    |
| 9    | Australia     | Emily Chinnock Melissa Wu            | 274.20 | Q    |
| 10   | Germania      | Christina Wassen Tina Punzel         | 264.48 | Q    |
| 10   | Romania       | Nicoleta Muscalu Antonia Pavel       | 258.78 | Q    |
| 12   | Corea del Sud | Cho Eun-bi Moon Na-yun               | 256.86 | Q    |
| 13   | Norvegia      | Anne Tuxen Helle Tuxen               | 231.60 |      |
| 14   | Macao         | Leong Sut In Leong Sut Chan          | 192.39 |      |

### Finale
| Pos. | Nazione       | Atlete                               | Punti  |
| ---- | ------------- | ------------------------------------ | ------ |
|      | Cina          | Lu Wei Zhang Jiaqi                   | 345.24 |
|      | Malaysia      | Leong Mun Yee Pandelela Rinong       | 312.72 |
|      | Stati Uniti   | Samantha Bromberg Katrina Young      | 304.86 |
| 4    | Canada        | Meaghan Benfeito Caeli McKay         | 304.05 |
| 5    | Russia        | Ekaterina Beliaeva Julija Timošinina | 291.30 |
| 6    | Regno Unito   | Eden Cheng Lois Toulson              | 289.14 |
| 7    | Italia        | Noemi Batki Chiara Pellacani         | 280.38 |
| 8    | Australia     | Emily Chinnock Melissa Wu            | 277.44 |
| 9    | Messico       | Gabriela Agúndez Alejandra Orozco    | 274.68 |
| 10   | Corea del Sud | Cho Eun-bi Moon Na-yun               | 261.12 |
| 11   | Romania       | Nicoleta Muscalu Antonia Pavel       | 260.82 |
| 12   | Germania      | Christina Wassen Tina Punzel         | 258.40 |